# Microphone Fiend
"Microphone Fiend" é o segundo single lançado pela dupla americana de hip hop Eric B. & Rakim, tirado de seu segundo álbum Follow the Leader. A canção se tornou a canção assinatura do rapper Rakim, e Steve Huey da AllMusic diz que a canção "tece referências ao vício de substâncias ao explicar por que Rakim não consegue ficar longe do microfone." Conta com samples do sucesso de 1975 da banda Average White Band, "School Boy Crush".

## Covers
Microphone Fiend contém muitos dos elementos proeminentes na era de ouro do hip hop, tais como samples, scratches e vocais sincopados.
A canção ganhou versões cover inúmeras vezes, se tornando um 'standard' no hip-hop.
O mais notável cover foi feito pela banda Rage Against the Machine para seu álbum Renegades (álbum de Rage Against the Machine).
- Também ganhou versão de Fun Lovin' Criminals e Marc & Mike Allica.
- Muse tem tocado o riff da versão do Rage Against the Machine em seus shows.
- Limp Bizkit sampleou a canção em sua faixa "Gimme the Mic", do álbum Results May Vary.
- Iggy Azalea fez uma versão cover da canção durante sua turnê The New Classic.
- Radiohead tem ocasionalmente tocado o riff da canção em várias partes de seus shows.
- O rapper Dirtball fez uma versão para o álbum de Subnoize Souljaz, Blast from the Past.
- Foi sampleada por Snoop Dogg no remix G-Mix do single "I Wanna Rock" de seu álbum Malice n Wonderland. É sampleada durante o primeiro verso de Snoop.